# 金黄杜鹃
金黄杜鹃（学名：Rhododendron rupicola var. chryseum）为杜鹃花科杜鹃花属下的一个变种。

## 扩展阅读
- 維基物種上的相關：金黄杜鹃